# Марікіна
Марікіна (тагал. Lungsod ng Marikina) — високоурбанізоване місто 1-го класу в національному столичному регіоні Філіппін. За даними перепису населення 2020 року, його населення становить 456 059 осіб.
Розташований уздовж східного кордону Маніли, Марікіна є головними воротами Національного столичного регіону до провінцій Рісаль і Кесон через шосе Марікіна-Інфанта. Межує на заході з Кесон-Сіті, на півдні з Пасігом і Каінтою, на півночі з Сан-Матео, а на сході з Антіполо, столицею провінції Рісаль.
Було засноване єзуїтами в родючій долині Марікіна в 1630 році. Марікіна була столицею провінції Маніла під час Першої Філіппінської Республіки з 1898 по 1899 рік під час Філіппінської революції. Після початку американської окупації він був організований як муніципалітет провінції Рісаль, до утворення Національного столичного регіону в 1975 році. Колишнє сільське поселення, тепер Марікіна є переважно житловим і промисловим, а останніми роками стає все більш комерційним. Місто Марікіна вважається однією з найбагатших одиниць місцевого самоврядування на Філіппінах.
Місто знаходиться під юрисдикцією Римо-католицької єпархії Антиполо. У ньому знаходиться занедбана церква Богоматері, найстаріша в Марикінській долині, побудована в 1572 році.

## Географія
Марікіна лежить на так званій долині Марікіна, яка простягається на південь у напрямку до Пасіга і Каінти, Рісаль. На сході лежать гори Сьєрра-Мадре, а на заході — пагорби Кесон-Сіті. Річка Марікіна протікає через середню західну частину міста з її притокою, включаючи річку Нангка. Річка Нангка протікає на півночі між Марікіною та Сан-Матео, а невелика водна артерія під назвою Сапанг-Бахо-Крік перетинає південний схід між Марікіною та Каінтою та Антиполо.
Розташована уздовж східного кордону Національного столичного регіону, межує на заході з Кесон-Сіті, на півдні з Пасігом і Каінтою, Рісаль, на півночі з Сан-Матео, Рісалем і на сході з Антиполо, столицею провінції Рісаль.

#### Клімат

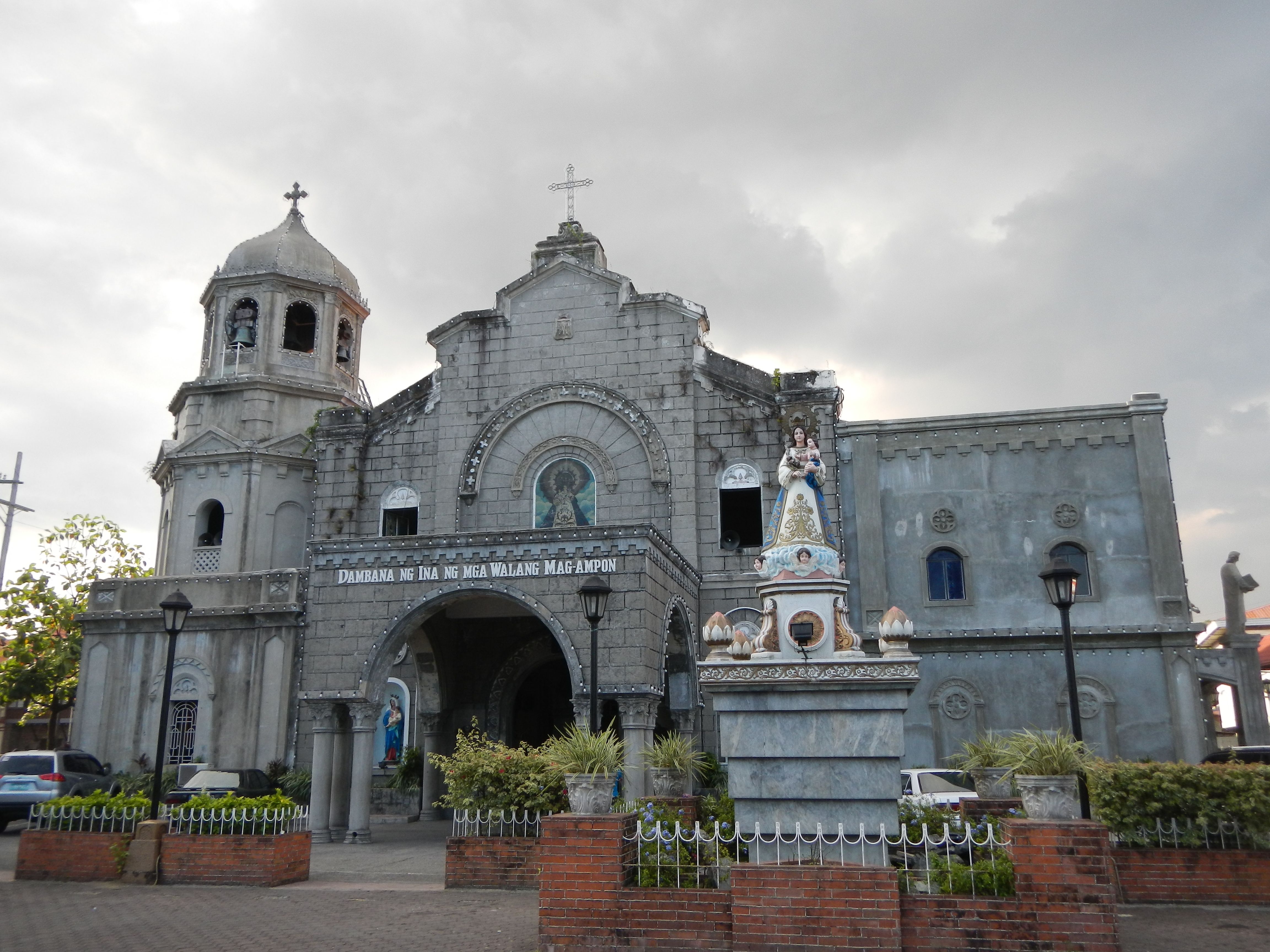
Парафіяльна церква

Марікіна має тропічний мусонний клімат. Його близькість до екватора означає, що діапазон температур дуже малий, рідко опускається нижче 18 °C (64 °F) або вище 38 °C (100 °F). Однак рівень вологості зазвичай дуже високий, що робить його набагато теплішим. Він має чіткий відносно короткий сухий сезон з січня по травень і відносно тривалий вологий сезон з червня по грудень.

## Релігія

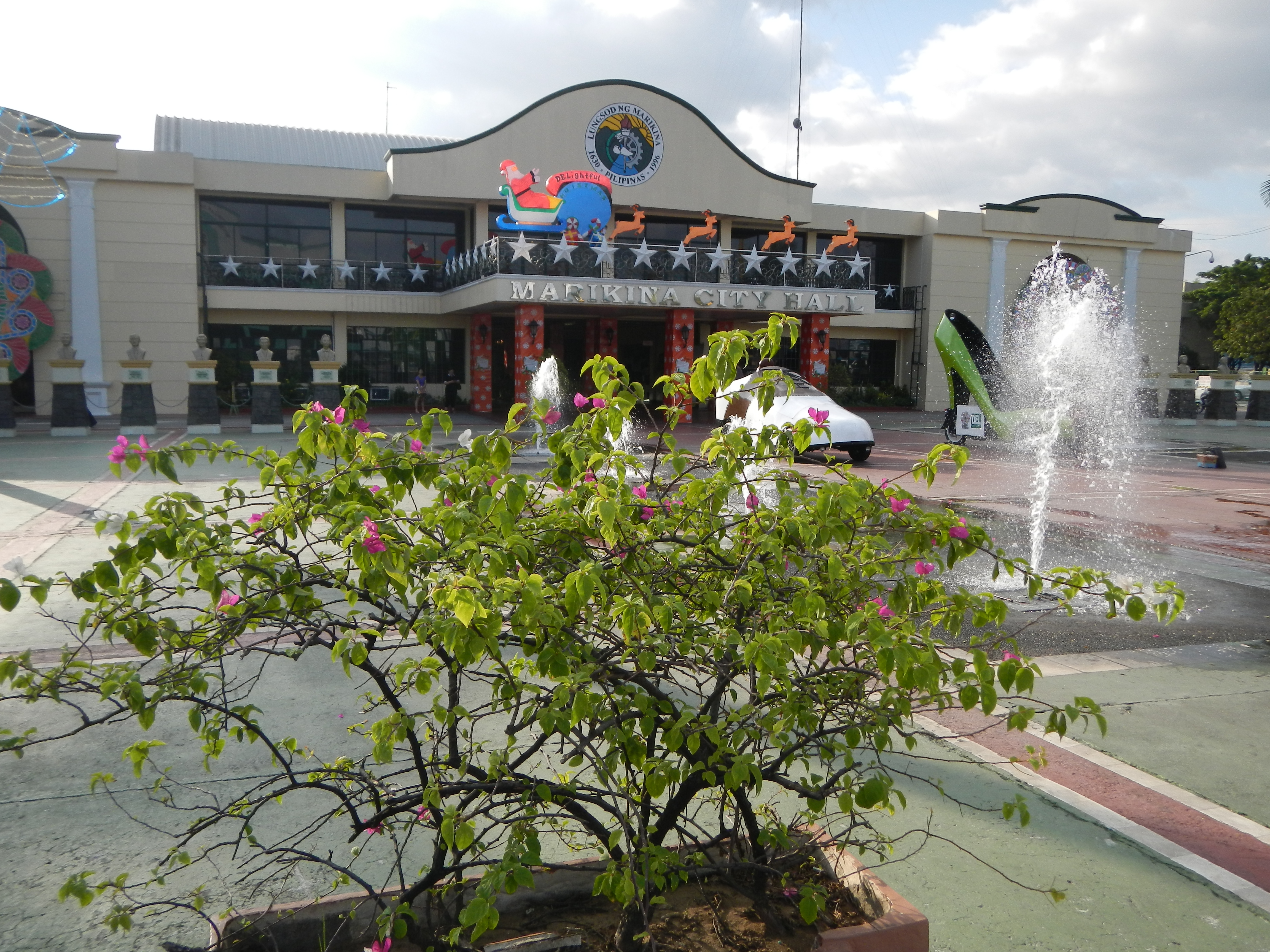
Мерія Марікіни

Більшість населення міста — Римо-католики. Також діє Іглесія ні Крісто, Церква адвентистів сьомого дня, Міжнародна церква Божа, Церква Ісуса Христа Святих останніх днів, Філіппінська незалежна церква, друга за величиною католицька конфесія в Марікіні. Інші невеликі релігії в Марікіні — це індуїзм, буддизм та іслам.

## Політика

#### Місцевий уряд
Як і в інших міських органах влади на Філіппінах, Марікіною керують мер і віце-мер, які обираються на три роки. Міський голова є виконавчим головою та очолює міські відділи у виконанні міських розпоряджень та покращенні обслуговування населення разом із радами, а віце-мер очолює законодавчу раду, і ці радники представляють два законодавчі округи міста. Рада відповідає за розробку та введення в дію міських розпоряджень.
Марікіна складається з 16 барангаїв, які займаються управлінням на набагато меншій території. Ці барангаї згруповані у вищезгадані законодавчі округи. Кожен округ представлений конгресменом, у свою чергу, представлений у Палаті представників Філіппін.

#### Список мерів
- Claudio Cruz (1861)
- Vivencio Cruz (1889)
- Remigio Victorino (1893—1894)
- Domingo Victoriano (1895—1896)
- Vicente Gomez (1900—1903)
- Domingo Victoriano (1904—1905)
- Ceferino Legazpi (1908—1909)
- Isabello Mendoza (1910—1911)
- Catalino Cruz (1912—1918)
- Jesus Villalon (1926—1928)
- Wenceslao dela Paz (1929—1937)
- Juan Chanyungco (1938—1945)
- Enrique dela Paz (1945)
- Gil Estanislao Fernando (1946—1951)
- Juan Chanyungco (1952—1955)
- Gil Estanislao Fernando (1956—1959)
- Osmundo De Guzman (1960—1986)
- Teofisto Santos (1986)
- Rodolfo Valetino (1987—1992)
- Bayani Fernando (1992—2001)
- Marides Fernando (2001—2010)
- Del De Guzman (2010—2016)
- Marcelino Teodoro (діючий з 2016 року)

## Транспорт
Як і в більшості міських районів на Філіппінах, це сприяє здебільшого за допомогою недорогих джипні. Автобуси переважно на шосе, триколісні велосипеди надати доступ до більш відокремлених районів, таких як села та підрозділи таксі доступні по всьому місту. Tamaraw FX почав конкурувати безпосередньо з джипні на основних дорогах, тоді як послуги ультрафіолетового експресу також доступні у вибраних терміналах. У січні 2016 року міська влада Марікіної винайшла «AMV» або «Адаптивний мобільний транспортний засіб» для людей з обмеженими можливостями або осіб з інвалідністю та людей похилого віку. «AMV» є транспортним засобом для інвалідних колясок або може покласти інвалідне крісло всередину. Місцева влада Марікіної хоче бути «дружнім містом» для людей похилого віку.

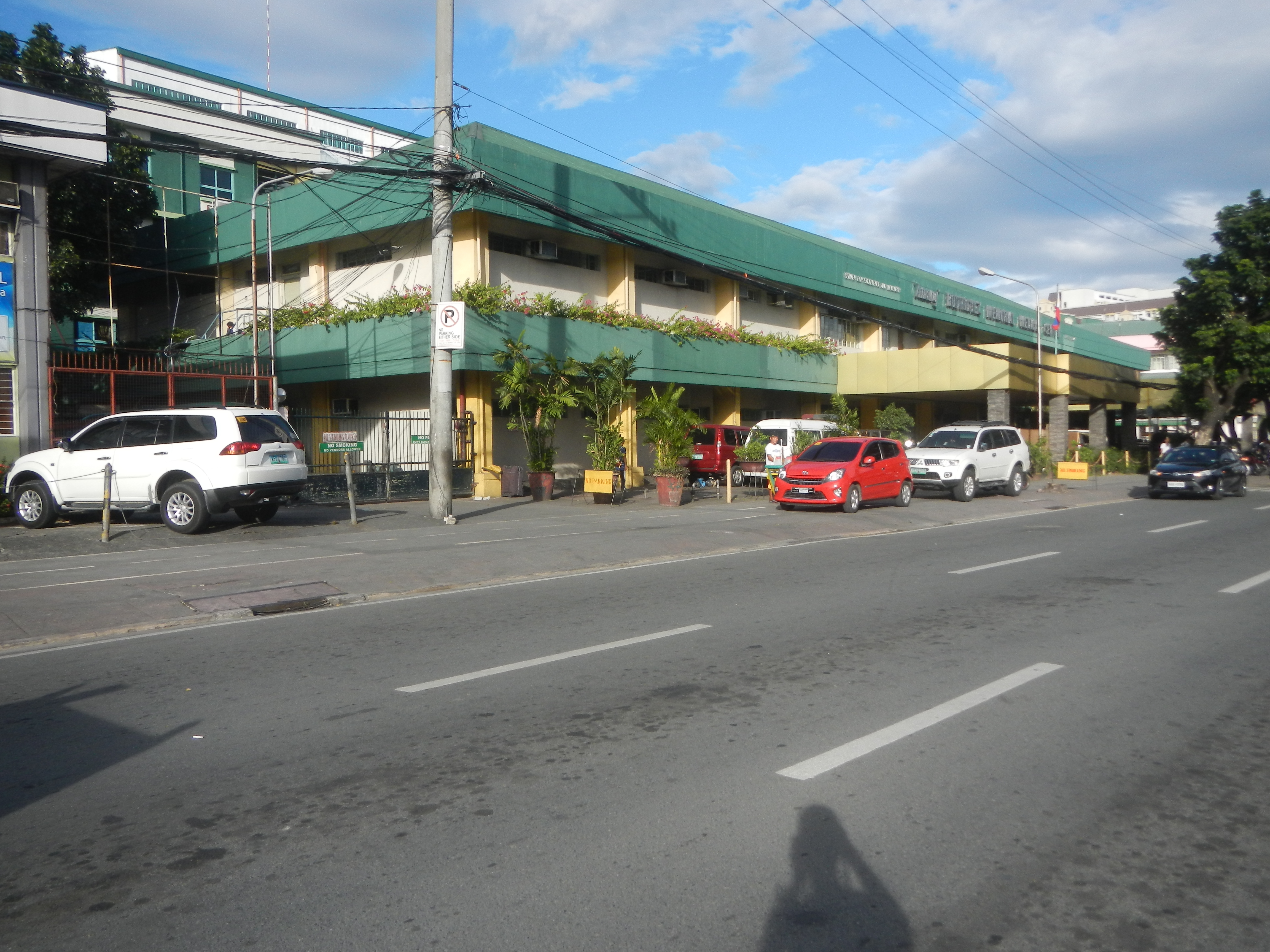
Меморіальний медичний центр Аманга Родрігеса

## Медицина
Офіс охорони здоров'я Марікіни є центром медичних послуг у місті і відповідає за надання медичних послуг, а також за планування та виконання програм охорони здоров'я, які надає міська влада. Він керує медичними центрами та клініками для відпочинку в кожному барангаї для надання основних медичних послуг у громаді.
Меморіальний медичний центр Аманга Родрігеса є великою державною лікарнею в Марікіні та одним з найбільших медичних закладів на сході Національного столичного регіону та провінції Рісаль, загальна лікарня Сент-Вінсента, лікарня загального профілю Гарсія, медичний центр Святого Антонія, а також лікарня та медичний центр Марікіна Докторс (розташований у Сантолані) є одними з найбільших приватних лікарень.

## Безпека
Marikina Rescue 161 — це цілодобова служба екстреної допомоги, яка відповідає на всі дзвінки у місті за допомогою під час надзвичайних ситуацій за 5 хвилин. Офіс також проводить семінари та тренінги з надання першої медичної допомоги для підвищення кваліфікації, особливо Марікіна вразлива в таких стихійних лихах, як повені, пожежа та землетруси.

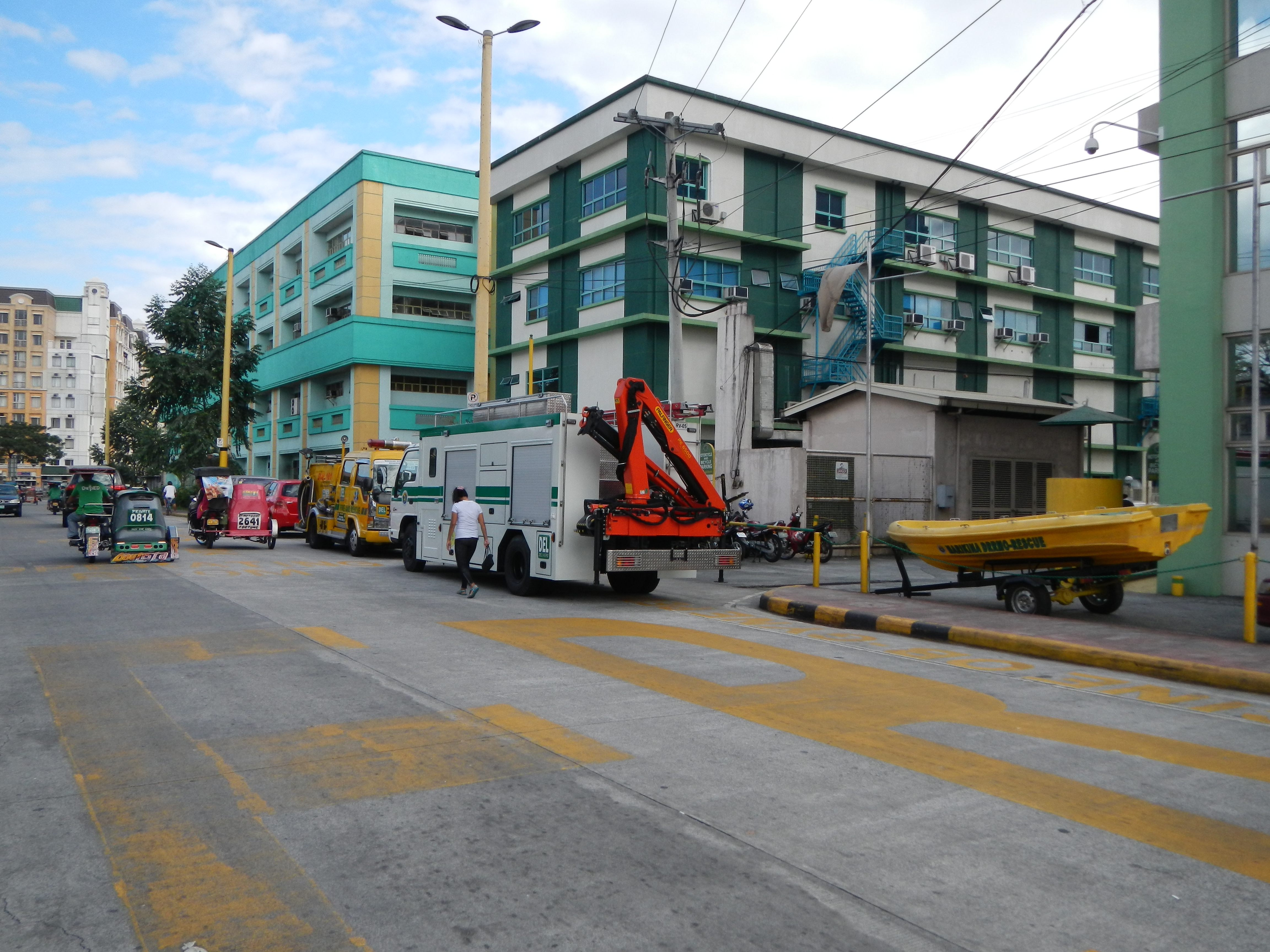
Центр екстренної допомоги

Поліцейський пункт Марікіна відповідає за правоохоронні органи Східний поліцейський округ (EPD) з Національний офіс поліції столичного регіону (NCRPO) з Філіппінська національна поліція (PNP).
Пожежна служба Марікіна надає пожежні та аварійні служби, під Пожежний округ IV (FD4) відомий як Східний округ Пожежі Бюро пожежної охорони Регіон національної столиці (BFPNCR) з Департамент внутрішніх справ та місцевого самоврядування (DILG).